# エニシング・フォー・ユー
「エニシング・フォー・ユー」 (Anything for You)は、グロリア・エステファン&マイアミ・サウンド・マシーンの楽曲。通算10枚目のスタジオ・アルバム『レット・イット・ルース』から4枚目のシングルとしてリリースされた。
Billboard Hot 100では2週に渡って首位を獲得、23週に渡りチャートイン。グロリアとグループにとって初となる首位獲得作となった。またアダルト・コンテンポラリー・チャートにおいても3週連続で首位を記録。
スパニッシュ・バージョンも制作され、シングルのB面および『レット・イット・ルース』のボーナストラックとして収録された。

## 収録曲
日本盤 3"シングル
1. エニシング・フォー・ユー
2. エニシング・フォー・ユー（スパニッシュ・バージョン）